# Eremoides bicristatus
Eremoides bicristatus är en insektsart som först beskrevs av Banks 1924.  Eremoides bicristatus ingår i släktet Eremoides och familjen fjärilsländor. Inga underarter finns listade i Catalogue of Life.